# Move It On Over (노래)
〈Move It On Over〉는 12개 마디 블루스로 미국 컨트리 싱어송라이터 행크 윌리엄스의 1947년작이다. 노래는 빌보드 컨트리 싱글 차트 4위까지 올라 윌리엄스의 첫 주요 컨트리 히트로 자리매김한다. 노래는 로큰롤의 초창기 예시로 간주된다.
다수의 아티스트가 곡을 녹음 또는 공연했는데, 가장 유명한 것은 조지 소로굿의 1980년대작과 트레비스 트리트의 1990년대작이 있다.

## 배경
1929년 블라인드 블레이크의 〈Diddie Wa Diddie〉와 첫 로큰롤 히트 싱글이 된 1954년 빌 헤일리 앤 히스 코메츠의 〈Rock Around the Clock〉, 노래의 멜로디 및 작곡은 이 두 곡과 큰 유사성이 있다. 〈Move It On Over〉은 1947년 4월 21일 내슈빌의 캐슬 스튜디오에서 녹음되었다. 행크가 MGM을 위해 가진 첫 세션으로 〈I Saw the Light〉, 〈(Last Night) I Heard You Crying in Your Sleep〉, 〈Six More Miles to the Graveyard〉의 녹음과 같은 세션이었다. 당시 내슈빌은 세션 음악가가 없었으므로 프로듀서 프레드 로스는 레드 폴리의 배킹 밴드를 사용했다. 전기작가 콜린 에스콧은 로스가 아마 윌리엄스의 날카로운 힐빌리를 부드럽게 마감할 기악부가 필요하다고 느꼈고, 행크의 밴드에서 특히 제키 터너가 가수의 입맛에는 너무 화려했던 게 아닌가 주장한다.
노래는 늦은 밤에 집에 돌아왔지만 아내가 집에 들여보내주지 않아 개집에서 잠을 청하는 남자를 이야기를 그린다. 많은 측면에서 노래는 윌리엄스의 묘한 능력을 전형적으로 보여주는데, 듣는 이가 공감할 수 있는 일상의 면면을 희극적으로 표현하는 것이다. 바이올린 연주자 제리 리버스는 후일에 행크의 노블티 송은 "노블티하지 않아요, 웃긴 게 아니라 몹시 진지했었고 바로 그것이 잘 수용되었고 잘 팔렸던 이유에요. 'Move It on Over'은 그야말로 정곡을 찌르는데, 그가 노래하는 사람의 절반은 개집에 부인과 사는 사람이기 때문이에요."라고 말했다. 〈Move It On Over〉은 윌리엄스의 첫 빌보드 히트곡으로, 이 곡 덕분에 행크는 《앨라바마 신문》에도 게재되었고 평생 보지도 못한 거금을 만들었다. 또한 탐내던 《루이지에나 헤이라이드》 자리도 차지했고 《그랜드 올 오프리》에서 훈련도 하게 되었다.